# Ізвестінський ставок
Ізвестінський ставок — ландшафтний заказник місцевого значення. Об'єкт розташований на території Веселівського району Запорізької області, в межах земель державного дослідного господарства «Ізвестія».
Площа — 98 га, статус отриманий у 1984 році.